# Futoku no Guild
Futoku no Guild (不徳のギルド? lett. "Gilda immorale") è un manga scritto e disegnato da Taichi Kawazoe, pubblicato da Square Enix sulla rivista Monthly Shōnen Gangan da giugno 2017. La serie, a marzo 2023, conta undici volumi tankōbon.

## Media

### Manga
La serie è stata lanciata da Square Enix sulla rivista Monthly Shōnen Gangan il 12 giugno 2017 e raccolta in undici volumi tankobon. Square Enix ha pubblicato la serie digitalmente nella versione globale di Manga Up!. Il manga è ancora inedito in Italia.

### Anime
Una serie anime è stata annunciata da Square Enix l'11 marzo 2022. Le realizzazioni delle animazioni sono state affidate a TNK con Takuya Asaoka come regista, Kazuyuki Fudeyasu come sceneggiatore e Hiraku Kaneko che si occupa del character design. La serie è uscita il 5 ottobre 2022 sulle reti AT-X senza censure mentre in altri reti con la presenza di censura.